# 比萊 (利維夫州)
49°36′31″N 24°46′11″E / 49.60861°N 24.76972°E
比列（烏克蘭語：Біле）是烏克蘭西部利維夫州利維夫區佩列尼亞什內市鎮的村莊。該村始建於1405年，面積3.77平方公里，2001年人口642，人口密度每平方公里170.29人。